# Erényi Tibor
Erényi Tibor (Budapest, 1923. december 10. – Budapest, 1998. november 4.) magyar történész, egyetemi tanár. A történelemtudományok kandidátusa (1961), a történelemtudományok doktora (1975).

## Életpályája
1942-ben érettségizett a budapesti Kölcsey Ferenc Gimnáziumban. 1942–1945 között a Józsefvárosi Kötött- és Szövöttgyár tanonca volt. 1944–1945 között munkaszolgálatos volt. 1944–1950 között az Eötvös Loránd Tudományegyetem Bölcsészettudományi Kar történelem-földrajz szakán tanult. 1949-ben ún. szakosított pártfőiskolát végzett. 1949–1951 között a Munkásmozgalmi Intézet gyakornoka, 1951–1953 között tudományos munkatársa, 1953–1957 között tudományos főmunkatársa volt. 1950-től a Magyar Történelmi Társulat tagja, 1958–1964 között titkára volt. 1952-től az Eötvös Loránd Tudományegyetem Bölcsészettudományi Kar és a Pártfőiskola előadó tanára volt. 1955–1962 között a Párttörténeti Közlemények szerkesztője, 1962-től szerkesztőbizottsági tagja volt. 1957–1961 között az Magyar Szocialista Munkáspárt KB Párttörténeti Intézetének tudományos titkára, 1961–1981 között a Tudományos Osztály osztályvezető főmunkatársa, 1981–1990 között az Intézet igazgatóhelyettese volt. 1966–1985 között a Századunk szerkesztőbizottsági tagja volt. 1968–1971 között a TIT országos választmányának tagja volt. 1971-től az Eötvös Loránd Tudományegyetem Bölcsészettudományi Kar címzetes egyetemi tanára volt. 1975-től a Nemzetközi Munkásmozgalomtörténeti Évkönyv szerkesztőbizottsági tagja volt. 1975–1990 között a Magyar Tudományos Akadémia Történelem Bizottság tagja volt. 1978–1990 között a História szerkesztbizottsági tagja volt. 1985–1989 között a Magyar Történeti Társulat alelnöke volt. 1989-től a Múltunk szerkesztőbizottsági elnöke volt. 1990-től a Politikatörténeti Intézet tudományos főtanácsadója volt.
Kutatási területe a századforduló magyar és nemzetközi munkásmozgalom, politikatörténet, a magyar zsidóság története.

## Családja
Szülei: Erényi Sándor (?-1967) postafelügyelő és Weisz Hedvig voltak. Felesége, Bakos Erzsébet volta, akitől később elvált.

## Művei
- A Párizsi Kommün hatása a magyarországi munkásmozgalomra (Társadalmi Szemle, 1951; és külön: A Magyar Munkásmozgalmi Intézet kiadványa. Budapest, 1951; szlovákul: Bratislava, 1951)
- A Vérvörös csütörtök. 1912. május 23 (kismonográfia, 8 táblával; Budapest, 1952)
- A magyar munkásosztály és a dolgozó parasztság harca az első világháború előtti időszakban (Erényi Tibor előadása; Budapest, 1952)
- „Vasas, ne hagyd magad!” A magyar vasmunkásmozgalom harcos múltjából. 1848–1944 (Erőss Emmával; Budapest, 1955)
- Az első orosz forradalom és a magyar munkásmozgalom (Társadalmi Szemle, 1955)
- A magyar munkássajtó. 1867–1900 (egyetemi jegyzet; Budapest, 1956)
- A magyar szakszervezeti mozgalom történetének vázlata. 1848–1917 (Erényi Tibor előadása; A SZOT Főiskola Történelem–munkásmozgalom Története Tanszékének Előadásai; Budapest, 1956)
- A Történelmi Munkaközösség vitája Balázs Béla munkájáról (Századok, 1958)
- A szocialista mozgalom kezdetei Magyarországon (egyetemi tankönyv; Budapest, 1958)
- A francia–porosz háború és a Párizs Kommün (egyetemi jegyzet; Budapest, 1958)
- Die Hauptrichtungen der Entwicklung der Gewerkschaftsbewegung in Ungarn. 1868–1904. (Studia Historica, 1960)
- Über einige Fragen der Politik der Sozialdemokratischen Partei Ungarns vor 1914. (Studia Historica, 1961)
- A Magyarországi Szociáldemokrata Párt 1914 előtti tevékenységéről (Munkásmozgalom-történeti tanulmányok; Budapest, 1961)
- A budapesti szociáldemokrata szakszervezeti mozgalom kialakulása. 1868–1904 (monográfia és kandidátusi értekezés is; Budapest, 1961)
- Földmunkás- és szegényparasztmozgalmak az első világháború előtti években. 1906–1914. (Földmunkás- és szegényparasztmozgalmak Magyarországon. I. kötet; Budapest, 1962)
- A magyar klerikális sajtó és a Párizsi Kommün (Világosság, 1962)
- A Vérvörös Csütörtök ötvenedik évfordulójára (Társadalmi Szemle, 1962)
- A magyarországi szakszervezeti mozgalom kezdetei (1962)
- A Magyarországi Szociáldemokrata Párt tevékenységének főbb jellemzői a századfordulót követő évtizedben (Munkásmozgalom-történeti tanulmányok; Budapest, 1963; 2. átdolgozott kiadás; 1972–1973)
- Az I. Internacionálé megalakulásának századik évfordulójára (Társadalmi Szemle, 1964)
- Die Sozialdemokratische Partei Ungarns und der Dualismus (Nouvelles études historiques, 1965)
- A Magyarországi Szociáldemokrata Párt megalakulásának 75. évfordulójára (Társadalmi Szemle, 1965)
- A történelem népszerűsítésének új eredményei (Társadalmi Szemle, 1966)
- Révai József történelemszemléletéről (Párttörténeti Közlemények, 1967)
- Munkásmozgalom-történeti irodalmunk helyzetéről, fejlődéséről (Századok, 1967)
- Az 1918. októberi polgári demokratikus forradalom ötvenedik évfordulójára (Társadalmi Szemle, 1968)
- A Galilei Kör (Népművelés, 1968)
- Az anarcho-szindikalizmusról (Párttörténeti Közlemények, 1968)
- A szocialista mozgalom és a magyar októberi forradalom (MTA II. Osztálya Közleményei, 1969)
- A Magyar Tanácsköztársaság (Vass Henrikkel; Közgazdasági Szemle, 1969)
- A szakegyletek kora (Tanulmányok a magyar szakszervezeti mozgalom történetéből; Budapest, 1969)
- Die Sozialdemokratische Partei Ungarns und die Aussenpolitik des Österreichisch–Ungarischen Monarchie in den Jahren 1908–1914 (Studia Historica, 1970)
- A balkáni szociáldemokrata mozgalom problematikájához (Századok, 1971)
- A Párizs Kommün (Világosság, 1971)
- Die 100ste Jahrestag der Pariser Kommune (Acta Historica, 1971)
- A szocialista munkásmozgalom és Áchim L. András (Áchim L. András Emlékkönyv; Békéscsaba, 1972)
- Monarchia – munkásmozgalom – ausztromarxizmus (Világosság, 1974)
- A Magyarországi Szociáldemokrata Párt a magyar politikai életben. 1898–1918 (monográfia és doktori értekezés; Budapest, 1974)
- Kunfi Zsigmond életútja (Köves Rózsával; Budapest, 1974)
- Kunfi Zsigmond (1974)
- A forradalom és a reform kérdése Ausztria–Magyarország munkásmozgalmában a századfordulón (Parlamenti Közlemények, 1975; németül: Die Frage Revolution und der Reform in der Arbeiterbewegung Österreich–Ungarns um die Jahrhundertwende. Studia Historica, 1975)
- Küzdelmes évszázad. Fejezetek a magyar munkásmozgalom történetéből (Szerkesztette: Sipos Péter és Vass Henrik; Budapest, 1975; 2. javított és bővített kiadás; 1978)
- Az ismeretterjesztő-népszerűsítő történeti irodalom kérdéseiről, különös tekintettel a munkásmozgalom-történetre (Történelem és tömegkommunikáció. Tanulmányok. Szerkesztette: Vass Henrik; Budapest, 1976)
- Szabó Ervin – a szocialista forradalmár és ideológus (Társadalmi Szemle, 1977)
- Ady és a szociáldemokrácia. 1887–1906 (Tegnapok és holnapok árján. Tanulmányok Adyról. Szerkesztette: Láng József; Budapest, 1977; és „Akarom: tisztán lássatok.” Tudományos ülésszak Ady Endre születésének 100. évfordulóján. 1977. december 7–9. Szerkesztette: Csáky Edit; Budapest, 1980)
- Munkásosztály-történet – munkásmozgalom-történet (Munkásmozgalom-történet – társadalomtudományok. Elméleti és módszertani tanulmányok. Szerkesztette: Sipos Levente és Vass Henrik; Budapest, 1978)
- 1919 (Világosság, 1979)
- Szocializmus a századelőn. Tanulmányok a magyarországi munkásmozgalom történetéből (Budapest, 1979)
- Munkásosztály-történet, munkásmozgalom-történet és tudatformálás (Társadalmi Szemle, 1980)
- Munkásmozgalom az Osztrák–Magyar Monarchiában (História, 1981)
- Történelem és politika (Társadalmi Szemle, 1981)
- Politika – hírközlés – agitáció. A magyarországi munkássajtó a 20. század első éveiben. 1900–1905. (Századok, 1982; és külön: Budapest, 1982)
- A Huszadik Század történetfelfogása (Társadalmi Szemle, 1982)
- A forradalom és a reform kérdései Marx munkásságában (Világosság, 1983 és Marx és a jelenkor. Emlékülés a Magyar Tudományos Akadémián; Budapest, 1983)
- A munkásmozgalom és a béke (Világosság, 1984)
- A magyar szociáldemokrácia és a nemzeti kérdés (Társadalmi Szemle, 1984)
- Lukács György a magyar történelemről (Társadalmi Szemle, 1985 és Az élő Lukács. Szerkesztette: Sziklai László; Budapest, 1986)
- A Gondolat ideológiatörténeti arculatáról (Jel–Kép, 1986)
- Kun Béla a kortársak szemével (Társadalmi Szemle, 1986)
- Nemzeti és nemzetiségi kérdés Magyarországon a dualizmus korában (Társadalmi Szemle, 1987)
- Karl Kautsky: Az út a hatalomhoz (Századok, 1987)
- Bernstein és a magyar szociáldemokrácia (Valóság, 1987)
- 1918 ősze – hetven év múltán (Társadalmi Szemle, 1988)
- A szakszervezeti bürokrácia (História, 1988)
- A munkásosztály és a nemzet Magyarországon. 1868–1918. (Világosság, 1988)
- Általános választójog – tömegsztrájk – háború (1988)
- Gondolatok a trockizmusról. A száműzött Trockij. Szerkesztette: Krausz Tamás; Társadalmi Szemle, 1989)
- Jászi Oszkár 1918–1919-ben (Világosság, 1989)
- Angyalföld munkásmozgalmának története. 1867–1958. (Budapest, 1989)
- II. Internacionálé. Forradalom és reform (A II. Internacionálé. Tudományos konferencia, 1989. május 12. Előadások. Szerkesztette: Haskó Katalin; Budapest, 1989)
- Ránki György és a társadalmi progresszió (História, 1990)
- Az előzmények. Küzdelem a munkáspártért (Múltunk, 1990)
- Fél évszázad. A szociáldemokrácia története Magyarországon. 1868–1919 (Kende Jánossal, Varga Lajossal; Budapest, 1990)
- Magyar köztársaság 1918–1919-ben. (A köztársasági eszme és mozgalom Magyarországon. Szerkesztette: Pölöskei Ferenc; Budapest, 1991)
- Pártok és politikai célok Magyarországon a XX. század első felében (Múltunk, 1991)
- Liberalizmus – szociáldemokrácia – populizmus. Viták és irányzatok a századelőn (Világosság, 1991)
- Zsidóság a Monarchiában (História, 1993)
- Szociáldemokrata sikerek és viszontagságok történelmi nézőpontból (Eszmélet, 1993)
- Liberalizmus és kormánypolitika. Wekerle Sándor három miniszterelnöksége (Múltunk, 1993)
- Tekintélyelv – parlamentarizmus – népiség (Világosság, 1993)
- A parlamentáris demokrácia hanyatlása és a jobboldali radikalizmus előretörése Európában a két világháború között (Jobboldali radikalizmus tegnap és ma. Cikkek, előadások. Szerkesztette: Feitl István; Budapest, 1993)
- Szakszervezetek és munkásotthonok (História, 1994)
- Szabolcsi Lajos: Két emberöltő. Az Egyenlőség évtizedei. 1881–1931 (Századok, 1994)
- Zsidók és a magyar politikai élet. 1848–1938 (Múltunk, 1994)
- Az állampárt utolsó évei. Az MSZMP határozatai és dokumentumai. 1985–1989 (Múltunk, 1995)
- Népies–urbánus ellentétekről, Kádár Jánosról (Sipos Leventével; História, 1995)
- A szociáldemokrácia nagyjai a modernizációról. Bernsteintől Brandtig (Eszmetörténeti előadások. Budapest, 1996)
- Parlamentarizmus Magyarországon az 1945 előtti évtizedekben (Vissza a történelemhez… Emlékkönyv Balogh Sándor 70. születésnapjára. Szerkesztette: Izsák Lajos, Stemler Gyula; Budapest, 1996)
- A zsidók története Magyarországon a honfoglalástól napjainkig (Változó világ; Budapest, 1996)
- Az agrárszocializmus és a szociáldemokrácia (Agrármozgalmak Délkelet-Európában. Szerkesztette: Glatz Ferenc; Budapest, 1997)
- A Millennium történetéhez (Századok, 1997)
- Liberalizmus és szociáldemokrácia Magyarországon a dualizmus korában (Múltunk, 1998)
- A nemzeti ünnep és a pártok. 1848-ról 1948-ban (Századok, 1998)
- 1848 és a magyar baloldal 1948-ban (Eszmélet, 1998)
- Többpárti választások és parlamentarizmus Magyarországon. 1920–1947. (Parlamenti választások Magyarországon. 1920–2010. Szerkesztette: Földes György és Hubai László; Budapest, 1999; 3. bővített és átdolgozott kiadás; Budapest, 2010)

### Szerkesztései
- A magyar munkásmozgalom történetének válogatott dokumentumai:
  - I. kötet: A magyar munkásmozgalom kialakulása. 1848–1890 (Budapest, 1951)
  - II. kötet: A magyar munkásmozgalom az imperializmusba való átmenet időszakában. 1890–1900 (Szerkesztette: S. Vincze Edittel; Budapest, 1954)
  - III. kötet: A magyar munkásmozgalom a 20. század első éveiben és az 1905–1907-es forradalmi válság idején (Szerkesztette: Mucsi Ferenccel, S. Vincze Edittel; Budapest, 1955)
  - IV/A, IV/B. kötet: A szocialista munkásmozgalom Magyarországon az első világháborút közvetlenül megelőző években és az első világháború idején. 1907–1918 (Szerkesztette: S. Vincze Edittel, Mucsi Ferenccel, Kende Jánossal; Budapest, 1966–1969)
- A Párizsi Kommün. Válogatás a kortársak emlékirataiból (Válogatta, szerkesztette: Aranyossi Magdával; 22 táblával, 3 térképpel; Budapest, 1952)
- Dokumentumok a magyar párttörténet tanulmányozásához. 1848–1917 (Válogatta, szerkesztette: Mucsi Ferenccel, S. Vincze Edittel; Budapest, 1954)
- A magyarországi munkásmozgalom és az I. Internacionálé. Az I. Internacionálé és Magyarország (tanulmányok; szerkesztő is; Kovács Endrével; Budapest, 1964)
- Legyőzhetetlen erő. A magyar kommunista mozgalom szervezeti fejlődésének 50 éve (tanulmányok; szerkesztette: Rákosi Sándorral; Budapest, 1968; 2. kiadás: 1974)
- Magyar szemtanúk a Párizsi Kommünről (szerkesztette, sajtó alá rendezte: Nyilas Márta. A bevezető tanulmányt írta; Budapest, 1971)
- A Párizsi Kommün 100. évfordulójára (A Párizsi Kommün. A Budapesten, 1971. március 17-én megtartott tudományos ülésszak előadásai. Szerkesztő is. Vészi Bélával. Budapest, 1973)
- Munkásmozgalom és kultúra. 1867–1945. A magyar munkásmozgalom kulturális tevékenységének válogatott dokumentumai (összeállította és az összekötő szöveget írta: Szilágyi János. A bevezető tanulmányt írta Erényi Tibor; Budapest, 1979)
- Jászi Oszkár: Magyar kálvária, magyar föltámadás. A két forradalom értelme és tanulságai (Szerkesztette, a szöveget gondozta: Veres András, fordította: Neukum Lea, az előszót írta Erényi Tibor; Magyar Hírlap Könyvek; Budapest, 1989)
- Nyolcvan év. A magyarországi szociáldemokrata mozgalom 1868–1948 (szerkesztette; Budapest, 1990)

## Díjai
- Népköztársasági Érdemérem (bronz, 1949)
- Szocialista Munkáért Érdemérem (1963)
- Akadémiai Díj (1963, 1973)
- Munka Érdemrend arany fokozata (1967)
- SZOT-díj (1979)